# سادات أباد (دشت روم)
سادات أباد (بالفارسية: سادات‌آباد) هي قرية تقع في إيران في قسم دشت روم الريفي. يقدر عدد سكانها بـ 40 نسمة .